# Положение рабочего класса в Англии
Положение рабочего класса в Англии (нем. Die Lage der arbeitenden Klasse in England) — книга 1845 года немецкого мыслителя Фридриха Энгельса, исследующая промышленный рабочий класс Британии в 40-е годы XIX века. Первая книга Энгельса первоначально была написана на немецком языке; английский перевод был опубликован в 1885 году. Была создана им во время пребывания в Манчестере в 1842—1844 годах, на основе собственных наблюдений и подробных отчётов. Указывается первым марксистским эмпирическим социологическим исследованием.
Книга описывает промышленную революцию, массовую урбанизацию, быстрый экономический рост и растущее неравенство в Англии. Рост национального дохода на душу населения сопровождается стагнацией реальной зарплаты рабочих. Профессор экономической истории Роберт Аллен предложил назвать длительный период стагнации заработной платы в Великобритании с 1800 по 1860 год «паузой Энгельса».
В книге Энгельс утверждает, что промышленная революция ухудшила условия жизни рабочих. Например, он показывает, что в крупных промышленных городах, таких как Манчестер и Ливерпуль, смертность от болезней (оспа, корь, скарлатина и коклюш) в четыре раза превышала смертность в окружающей города сельской местности, от судорог — в десять раз. Общая смертность в Манчестере и Ливерпуле была значительно выше, чем в среднем по стране (1 в 32,72, 1 в 31,90 и даже 1 в 29,90, по сравнению с 1 из 45 или 46). В городе Карлайл, где до введения мельниц (1779-1787) 4 408 из 10 000 детей умерли до достижения пятилетнего возраста,  после их введения в строй число смертей выросло до 4 738. До постройки мельниц 1 006 из 10 000 взрослых умерли до достижения 39 лет, а после их введения смертность выросла до 1 261 из 10 000 человек.
По уровню доходов Энгельс выделил 4 категории рабочих, исходя из того как они питались. Самые обеспеченные рабочие едят мясо каждый день, а на ужин едят бекон и сыр. Менее обеспеченные едят мясо 2—3 раза в неделю, а иногда только по воскресеньям, в другие дни их рацион составлял картофель и хлеб. Уровнем ниже расположены те, кто не может позволить себе мясо и ест только сыр, хлеб, кашу и картофель. Энгельс отдельно выделил ирландцев, для которых основным продуктом питания являлся картофель.
После первой встречи с Энгельсом в 1844 году Карл Маркс прочел эту книгу и был глубоко впечатлен ей.
В России вышла в 1905 г. параллельно в двух переводах.

## Современные дискуссии
Согласно расчётам британского ВВП Крафтса и Харли, производительность на одного рабочего между 1780 и 1840 годами выросла на 46 %. За тот же период подсчитанный Фейнштейном индекс реальных заработных плат вырос лишь на 12 %. В историографии промышленной революции есть исследователи, отстаивающие идею, что рабочие в 1780-1830-х годах жили лучше, чем представлял Энгельс. Грегори Кларк утверждает, что средние реальные зарплаты росли быстрее, чем подсчитал Фейнштейн, а ВВП рос медленней, чем в расчетах Крафтса и Харли. По оценке Кларка, работники физического труда получали в годы промышленной революции зарплату, которая росла быстрее, чем производительность, поэтому выиграли скорее рабочие, чем капиталисты.
Среди исследователей, признающих отставание роста зарплат от производительности, есть сторонники объяснения этого чередой катастроф: плохие урожаи и Наполеоновские войны завысили цены на сельхозпродукцию в Британии и остановили рост реальных доходов в начале 19-го века. Хлебные законы удерживали высокие цены на продовольствие до 1846 года и также препятствовали росту доходов. Череда проблем прекратилась после 1870 года, благодаря американскому зерновому экспорту, который снизил цены на пшеницу и повысил реальные доходы.
Р. Аллен, основываясь на оценках и расчетах Фейнштейна, Крафтса и Харли, доказывает, что в первой половине 19-го века рост реальной заработной платы рабочих значительно отставал от роста производительности. Чтобы внедрить технические новшества, требовались большие инвестиции. Без сорокалетнего «взлёта» неравенства не было бы экономического роста. Потребность в капитале «заставляла» капиталистов повысить норму прибыли. Используя возросшую прибыль, капиталисты «профинансировали» спрос на капитал.

В последующие 50-60 лет ситуация изменилась. Между 1840 и 1900 годами производительность рабочих выросла на 90 процентов, а реальный доход - на 123%. Это больше похоже на эталон развития, на то, что мы понимаем под современным экономическим ростом, когда производительность и доходы растут со схожей скоростью. И, по иронии судьбы, эталон модернизации и развития проявился в Британии в те же годы, когда Энгельс сел писать «Положение рабочего класса в Англии».— 